# Portugal no Campeonato do Mundo de Futebol de 1986
O Campeonato do Mundo de Futebol de 1986 foi a 13ª edição do torneio e foi disputado no México. Portugal participou pela segunda vez num Mundial depois dos Magriços em 1966 na Inglaterra onde alcançaram o terceiro lugar.
A Seleção foi orientada por José Torres.

## Convocados
Os convocados da Seleção Portuguesa para o Campeonato do Mundo de 1986 foram:
| Jogador              | Posição      | Clube      |
| -------------------- | ------------ | ---------- |
| Bento                | Guarda-redes | Benfica    |
| Damas                | Guarda-redes | Sporting   |
| Jorge Martins        | Guarda-redes | Belenenses |
|                      |              |            |
| Álvaro               | Defesa       | Benfica    |
| João Pinto           | Defesa       | Porto      |
| Frederico            | Defesa       | Boavista   |
| Fernando Bandeirinha | Defesa       | Porto      |
| António Morato       | Defesa       | Sporting   |
| António Oliveira     | Defesa       | Benfica    |
| José António         | Defesa       | Belenenses |
| Luís Sobrinho        | Defesa       | Belenenses |
| Augusto Inácio       | Defesa       | Porto      |
|                      |              |            |
| Jaime Magalhães      | Médio        | Porto      |
| António Sousa        | Médio        | Sporting   |
| José Ribeiro         | Médio        | Boavista   |
| Diamantino           | Médio        | Benfica    |
| Jaime Pacheco        | Médio        | Sporting   |
| António André        | Médio        | Porto      |
| Carlos Manuel        | Médio        | Benfica    |
|                      |              |            |
| Fernando Gomes       | Avançado     | Porto      |
| Rui Águas            | Avançado     | Benfica    |
| Paulo Futre          | Avançado     | Porto      |

## Eliminatórias
Na fase eliminatória, Portugal ficou no grupo da Suécia, Alemanha, Checoslováquia e Malta. Portugal conseguiu o apuramento para a fase final depois da vitória sobre a Alemanha em Esturgarda a 16 de Outubro de 1985, por 1-0, com o golo marcado por Carlos Manuel.

### Lista de jogos das eliminatórias
12 de Setembro, 1984,  Suécia -  Portugal 0 - 1
14 de Outubro, 1984,  Portugal -  Tchecoslováquia 2 - 1
14 de Novembro, 1984,  Portugal -  Suécia 1 - 3
10 de Fevereiro, 1985,  Malta -  Portugal 1 - 3
24 de Fevereiro, 1985,   Portugal -  Alemanha Ocidental 1 - 2
25 de Setembro, 1985,  Tchecoslováquia -  Portugal 1 - 0
12 de Outubro, 1985,  Portugal -  Malta 3 - 2
16 de Outubro, 1985,  Alemanha Ocidental -  Portugal 0 - 1
| Classificação | Seleção            | Pts | J | V | E | D | GP | GC | SG  |
| ------------- | ------------------ | --- | - | - | - | - | -- | -- | --- |
| 1             | Alemanha Ocidental | 12  | 8 | 5 | 2 | 1 | 22 | 9  | 13  |
| 2             | Portugal           | 10  | 8 | 5 | 0 | 3 | 12 | 10 | 2   |
| 3             | Suécia             | 9   | 8 | 4 | 1 | 3 | 14 | 9  | 5   |
| 4             | Tchecoslováquia    | 8   | 8 | 3 | 2 | 3 | 11 | 12 | -1  |
| 5             | Malta              | 1   | 8 | 0 | 1 | 7 | 6  | 25 | -19 |

## Fase Final
Foi num estado de espírito de revolta, por causa da guerra de interesses entre jogadores e a federação – que ficou conhecido como o “Caso Saltillo” –, que Portugal iniciou o campeonato no México em 1986. A estreia correu bem, com uma vitória sobre a credenciada Inglaterra, comandada por Bobby Robson. 
Houve festa por todos os lados. Até no hotel da Selecção portuguesa, com a presença dos jogadores ingleses.
Entre a vitória sobre a Inglaterra e o jogo com a Polónia, Portugal sofreu um revés, quando, numa sessão de treino, o veterano guarda-redes Manuel Galrinho Bento fraturou o perónio e teve que ser substituído por Vítor Damas. 
Um golo de Wlodzimierz Smolarek ditou o desfecho, mas, ainda assim, Portugal só dependia de si no ultimo jogo com Marrocos para chegar às oitavas-de-final.
Os “Leões do Atlas” chegaram rapidamente a um 2-0 na primeira meia hora do jogo e ganharam no final por 3-1. Portugal acabou a sua segunda participação numa fase final de um campeonato do mundo no último lugar do grupo. Tanta guerra, tanto carnaval (”guerra” entre futebolistas e federação) para tudo acabar na primeira quarta-feira. 
O lesionado Bento foi sucinto, mas lacónico na análise à presença da equipa nacional no México: “Ganhamos o primeiro jogo, precisávamos de apenas mais 1 ponto e não conseguimos... Sem comentários!” 
- Classificação: Fase de grupos

Grupo F
| Classificação | Pts | Jgs | V | E | D | GM | GS | SG |
| ------------- | --- | --- | - | - | - | -- | -- | -- |
| Marrocos      | 4   | 3   | 1 | 2 | 0 | 3  | 1  | 2  |
| Inglaterra    | 3   | 3   | 1 | 1 | 1 | 3  | 1  | 2  |
| Polónia       | 3   | 3   | 1 | 1 | 1 | 1  | 3  | -2 |
| Portugal      | 2   | 3   | 1 | 0 | 2 | 2  | 4  | -2 |

### Portugal vs Inglaterra
| 3 de junho de 1986 16:00 Histórico | Portugal          | 1 – 0 | Inglaterra | Estádio Tecnológico, Monterrei Árbitro: Roth (Alemanha Ocidental) Público: 23,000 |
|                                    | Carlos Manuel 76' |       |            |                                                                                   |

| Portugal | Inglaterra |

| GK             | 1  | Manuel Bento (c) |     |     |
| RB             | 5  | Álvaro           |     |     |
| CB             | 8  | Frederico        |     |     |
| CB             | 15 | António Oliveira |     |     |
| LB             | 20 | Augusto Inácio   |     |     |
| RM             | 17 | Diamantino       |     | 82' |
| CM             | 21 | António André    |     |     |
| CM             | 7  | Jaime Pacheco    | 88' |     |
| LM             | 3  | António Sousa    |     |     |
| AM             | 6  | Carlos Manuel    |     |     |
| FW             | 9  | Fernando Gomes   |     | 73' |
| Substituições: |    |                  |     |     |
| MF             | 10 | Paulo Futre      |     | 73' |
| DF             | 16 | José António     |     | 82' |
| Treinador:     |    |                  |     |     |
| José Torres    |    |                  |     |     |

| GK             | 1  | Peter Shilton    |     |     |
| RB             | 2  | Gary Stevens     |     |     |
| CB             | 14 | Terry Fenwick    | 17' |     |
| CB             | 6  | Terry Butcher    | 78' |     |
| LB             | 3  | Kenny Sansom     |     |     |
| DM             | 8  | Ray Wilkins      |     |     |
| RM             | 4  | Glenn Hoddle     |     |     |
| CM             | 7  | Bryan Robson (c) |     | 80' |
| LM             | 11 | Chris Waddle     |     | 80' |
| FW             | 10 | Gary Lineker     |     |     |
| FW             | 9  | Mark Hateley     |     |     |
| Substituiçoes: |    |                  |     |     |
| GK             | 13 | Chris Woods      |     |     |
| DF             | 15 | Gary A. Stevens  |     |     |
| MF             | 18 | Steve Hodge      |     | 80' |
| FW             | 20 | Peter Beardsley  |     | 80' |
| Treinador:     |    |                  |     |     |
| Bobby Robson   |    |                  |     |     |

### Polónia vs Portugal
| 7 de junho de 1986 16:00 Histórico | Polónia      | 1 – 0 | Portugal | Estádio Universitario, Monterrei Árbitro: Bin Nasser (Tunísia) Público: 20,000 |
|                                    | Smolarek 68' |       |          |                                                                                |

| Polónia | Portugal |

| GK                 | 1  | Józef Młynarczyk     |     |     |
| DF                 | 4  | Marek Ostrowski      |     |     |
| DF                 | 5  | Roman Wójcicki       | 46' |     |
| DF                 | 10 | Stefan Majewski      |     |     |
| DF                 | 18 | Krzysztof Pawlak     |     |     |
| MF                 | 6  | Waldemar Matysik     |     |     |
| MF                 | 13 | Ryszard Komornicki   |     | 57' |
| MF                 | 20 | Zbigniew Boniek (c)  |     |     |
| FW                 | 8  | Jan Urban            |     |     |
| FW                 | 11 | Włodzimierz Smolarek |     | 74' |
| FW                 | 21 | Dariusz Dziekanowski | 89' |     |
| Substituições:     |    |                      |     |     |
| MF                 | 9  | Jan Karaś            |     | 57' |
| FW                 | 17 | Andrzej Zgutczyński  |     | 74' |
| Treinador:         |    |                      |     |     |
| Antoni Piechniczek |    |                      |     |     |

| GK             | 22 | Vítor Damas        |  |     |
| DF             | 5  | Álvaro             |  |     |
| DF             | 15 | António Oliveira   |  |     |
| DF             | 8  | Frederico          |  |     |
| DF             | 20 | Augusto Inácio     |  |     |
| MF             | 7  | Jaime Pacheco      |  |     |
| MF             | 21 | António André      |  | 72' |
| MF             | 3  | António Sousa      |  |     |
| MF             | 6  | Carlos Manuel      |  |     |
| FW             | 17 | Diamantino         |  |     |
| FW             | 9  | Fernando Gomes (c) |  | 46' |
| Substituições: |    |                    |  |     |
| GK             | 12 | Jorge Martins      |  |     |
| DF             | 2  | João Pinto         |  |     |
| DF             | 16 | José António       |  |     |
| MF             | 10 | Paulo Futre        |  | 46' |
| MF             | 14 | Jaime Magalhães    |  | 72' |
| Treinador:     |    |                    |  |     |
| José Torres    |    |                    |  |     |

### Marrocos vs Portugal
| 11 de junho de 1986 16:00 | Marrocos                           | 3 – 1 | Portugal       | Estádio Jalisco, Guadalajara Árbitro: Snoddy (Irlanda do Norte) Público: 24,000 |
|                           | Khairi 19', 26' · Merry Krimau 62' |       | Diamantino 80' |                                                                                 |

| Marrocos | Portugal |

| GK             | 22 | Vítor Damas        |     |     |
| DF             | 5  | Álvaro             |     | 55' |
| DF             | 15 | António Oliveira   |     |     |
| DF             | 8  | Frederico          |     |     |
| DF             | 20 | Augusto Inácio     |     |     |
| MF             | 7  | Jaime Pacheco      |     |     |
| MF             | 3  | António Sousa      |     | 69' |
| MF             | 10 | Paulo Futre        |     |     |
| MF             | 14 | Jaime Magalhães    |     |     |
| MF             | 6  | Carlos Manuel      |     |     |
| FW             | 9  | Fernando Gomes (c) | 64' |     |
| Substituições: |    |                    |     |     |
| FW             | 19 | Rui Águas          |     | 55' |
| FW             | 17 | Diamantino         |     | 69' |
| Treinador:     |    |                    |     |     |
| José Torres    |    |                    |     |     |

| GK             | 1  | Badou Zaki (c)          |  |     |
| DF             | 2  | Labid Khalifa           |  |     |
| DF             | 3  | Abdelmajid Lamriss      |  |     |
| DF             | 4  | Mustafa El Biyaz        |  |     |
| DF             | 5  | Noureddine Bouyahyahoui |  |     |
| MF             | 6  | Abdelmajid Dolmy        |  |     |
| MF             | 7  | Mustafa El Haddaoui     |  | 71' |
| MF             | 8  | Aziz Bouderbala         |  |     |
| MF             | 10 | Mohammed Timoumi        |  |     |
| FW             | 9  | Abdelkrim Merry         |  |     |
| FW             | 17 | Abderrazak Khairi       |  |     |
| Substituições: |    |                         |  |     |
| MF             | 21 | Abdelaziz Souleimani    |  | 71' |
| Treinador:     |    |                         |  |     |
| José Faria     |    |                         |  |     |